# Sezures (Vila Nova de Famalicão)
Sezures é uma antiga freguesia portuguesa do município de Vila Nova de Famalicão, com 2,26 km² de área e 497 habitantes (2011). A sua densidade populacional era 219,9 hab/km².

Foi unida às freguesias de Santa Eulália de Arnoso e Santa Maria de Arnoso, formando a União das Freguesias de Arnoso (Santa Maria e Santa Eulália) e Sezures com sede em Santa Maria de Arnoso.

## População
| População da freguesia de Sezures | População da freguesia de Sezures | População da freguesia de Sezures | População da freguesia de Sezures | População da freguesia de Sezures | População da freguesia de Sezures | População da freguesia de Sezures | População da freguesia de Sezures | População da freguesia de Sezures | População da freguesia de Sezures | População da freguesia de Sezures | População da freguesia de Sezures | População da freguesia de Sezures | População da freguesia de Sezures | População da freguesia de Sezures |
| --------------------------------- | --------------------------------- | --------------------------------- | --------------------------------- | --------------------------------- | --------------------------------- | --------------------------------- | --------------------------------- | --------------------------------- | --------------------------------- | --------------------------------- | --------------------------------- | --------------------------------- | --------------------------------- | --------------------------------- |
| 1864                              | 1878                              | 1890                              | 1900                              | 1911                              | 1920                              | 1930                              | 1940                              | 1950                              | 1960                              | 1970                              | 1981                              | 1991                              | 2001                              | 2011                              |
| 295                               | 316                               | 300                               | 306                               | 299                               | 316                               | 302                               | 380                               | 436                               | 465                               | 486                               | 587                               | 616                               | 619                               | 497                               |

## Festividades
- Festa em Honra de São Vicente - 22 de janeiro e domingo seguinte;
- Festa em Honra do Padroeiro São Mamede - 17 de agosto e domingo seguinte.